# The Fiction We Live
The Fiction We Live ist das zweite Album der Band From Autumn To Ashes und ist deutlich melodiöser als sein Vorgänger Too Bad You’re Beautiful.

## Entstehung
Es handelt sich um die erste Veröffentlichung auf dem Label Vagrant Records. Die Produktion übernahm Garth Richardson, der u. a. auch Alben von der Band Red Hot Chili Peppers produzierte. Von dem Album wurden über 150.000 Kopien zum Verkauf hergestellt.
Melanie Wills hat wie schon bei dem ersten Album einen Auftritt als Gastsängerin in dem Lied Autumns Monologue. Sie übernimmt den Gesang für das komplette Stück.
Es war das letzte Album, bei dem die Gitarristen Scott Gross und Mike Pilato mitwirkten.

## Titelliste
1. The After Dinner Payback (2:50)
2. Lilacs & Lolita (2:42)
3. No Trivia (4:08)
4. Milligram Smile (3:35)
5. The Second Wrong Makes You Feel Right (4:58)
6. Every Reason To (2:53)
7. Autumns Monologue (4:33)
8. Alive Out Of Habit (4:57)
9. All I Taste Today Is What's Her Name (3:36)
10. The Fiction We Live (1:18)
11. I’m The Best At Ruining My Life (4:23)

## Songinfos
Der wohl bekannteste Titel The After Dinner Payback wurde auf dem Soundtrack von dem Film Freddy Vs. Jason veröffentlicht, ist aber im Film selbst nicht zu hören.

## Musikvideos
- The After Dinner Payback
- Lilacs & Lolita
- Milligram Smile

## Chartplatzierungen
Das Album schaffte es bei The Billboard 200 auf Position 73 und erreichte Platz 5 bei Top Independent Albums.